# Aretas Akers-Douglas, 1. Viscount Chilston

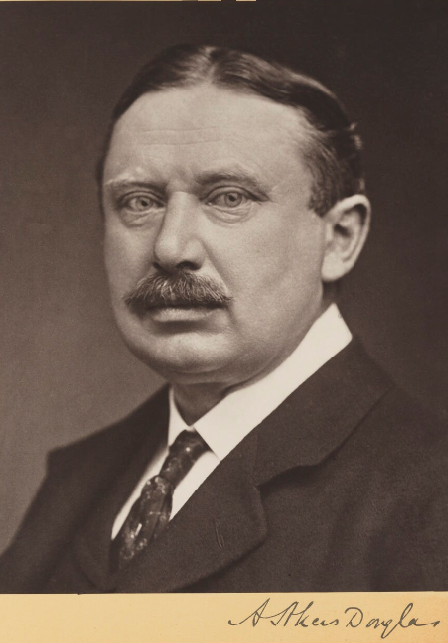
Aretas Akers-Douglas, 1. Viscount Chilston

Aretas Akers-Douglas, 1. Viscount Chilston GBE KGStJ PC DL JP (geborener Akers, * 21. Oktober 1851 in Hayes, Kent; † 15. Januar 1926 in der Lower Belgrave Street 34, London) war ein britischer Rechtsanwalt und Politiker der Conservative Party. Er war von 1880 bis 1911 Mitglied des House of Commons sowie von 1902 bis 1905 Innenminister. Während seiner Amtszeit als Innenminister kam es zur sogenannten Browndog-Affäre, eine politische Kontroverse um Eingriffe an lebenden Tieren zu wissenschaftlichen Zwecken (Vivisektion) im Eduardischen England (1902–1910). 1911 wurde er zum erblichen Peer erhoben und war damit bis zu seinem Tod Mitglied des House of Lords.

## Leben

### Rechtsanwalt, Unterhausabgeordneter und Minister

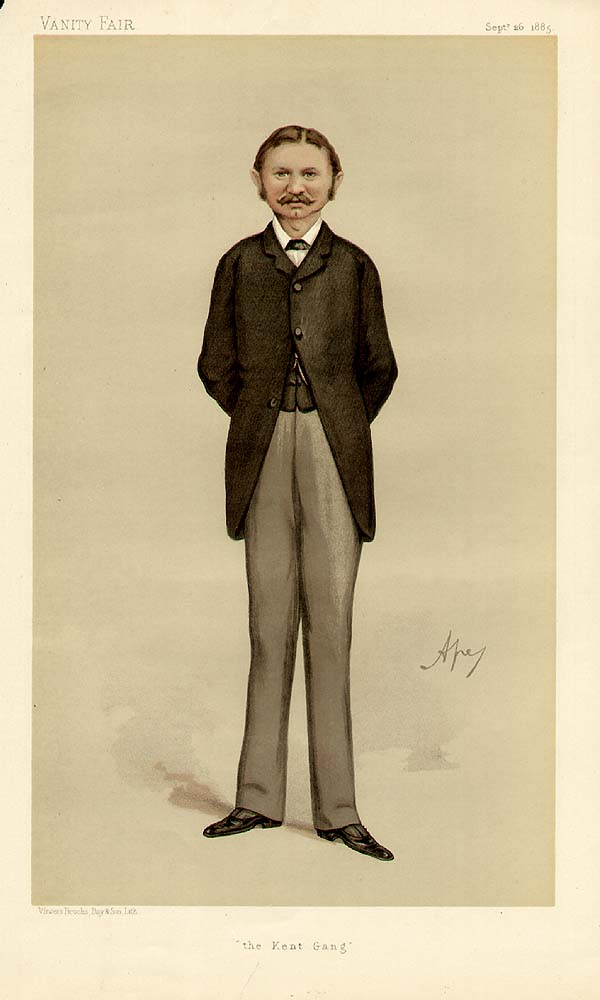
„The Kent Gang“: Aretas Akers-Douglas in einer Karikatur von Carlo Pellegrini in der Zeitschrift Vanity Fair vom 26. September 1885

Wappen des Aretas Akers-Douglas ab 1875

Aretas Akers, Sohn des anglikanischen Geistlichen Rev. Aretas Akers und dessen Ehefrau Frances Maria Brandram, besuchte zwischen 1863 und 1866 das Eton College und nahm 1870 ein Studium der Rechtswissenschaften am University College der University of Oxford auf, das er 1874 abschloss. Nach seiner Zulassung als Barrister am Inner Temple nahm er 1874 eine Tätigkeit als Rechtsanwalt auf. Als Erbe der Ländereien seines kinderlosen Cousins zweiten Grades James Douglas Stoddart-Douglas, Gutsherr von Chilston Park in Kent und Baads in Midlothian, ergänzte er am 20. Mai 1875 seinen Familiennamen mit königlicher Lizenz von Akers zu Akers-Douglas und ergänzte sein Familienwappen entsprechend. 
Am 31. März 1880 wurde Akers-Douglas als Kandidat der Conservative Party erstmals zum Mitglied des House of Commons gewählt. Er war dort zunächst als Abgeordneter für den Wahlkreis Kent, Eastern Division, und im Anschluss vom 24. November 1885 bis zum 28. Juni 1911 für den Wahlkreis Kent, St. Augustine’s Division. 
Nach dem Wahlsieg der Conservative Party übernahm er am 23. Juni 1885 nach seiner Ernennung durch Premierminister Robert Gascoyne-Cecil, 3. Marquess of Salisbury als Parlamentarischer Sekretär im Schatzamt (Parliamentary Secretary to the Treasury) sein erstes Regierungsamt und bekleidete dieses zunächst bis zum 1. Februar 1886. Nachdem Lord Salisbury am 3. August 1886 erneut das Amt des Premierministers übernommen hatte, wurde er abermals Parlamentarischer Sekretär im Schatzamt und übte das Amt diesmal bis zum 15. August 1892 aus. In dieser Funktion wurde er am 23. Juni 1891 auch ins Privy Council berufen. 
Am 25. Juni 1895 wurde Akers-Douglas, der zeitweilig auch Friedensrichter (Justice of the Peace) sowie Deputy Lieutenant für Kent, Edinburghshire und Dumfriesshire war, von Premierminister Salisbury erstmals in ein Ministeramt berufen und bekleidete bis zum Ende von dessen Amtszeit am 11. Juli 1902 das Amt des Ministers für öffentliche Arbeiten (First Commissioner of Works).

### Innenminister, dieBrowndog-Affäreund Oberhausmitglied
Der Nachfolger Salisburys als Premierminister, Arthur Balfour, ernannte Akers-Douglas am 12. Juli 1902 zum Innenminister (Home Secretary). Dieses Ministeramt bekleidete er bis zum Ende von Balfours Amtszeit am 5. Dezember 1905.
Während seiner Amtszeit als Innenminister kam es zur sogenannten Browndog-Affäre, eine politische Kontroverse um Eingriffe an lebenden Tieren zu wissenschaftlichen Zwecken (Vivisektion) im Eduardischen England (1902–1910). Die Affäre war gekennzeichnet von Straßenschlachten zwischen Gegnern und Anhängern der Vivisektion mit der Polizei sowie Diskussionen zum Cruelty to Animals Act. Dieses Gesetz legte fest, dass man Forscher nicht wegen Grausamkeiten verfolgen könne, jedoch Tiere in den Experimenten betäubt werden müssten, lediglich einmal verwendet werden dürften und nach dem Experiment zu töten wären. Diese Einschränkungen galten unter dem Vorbehalt, dass der erfolgreiche Ausgang des Experimentes durch sie nicht gefährdet werden dürfte. Eine Strafverfolgung unter dem Gesetz war nur mit der Zustimmung des Innenministers. 
Nach seinem Ausscheiden aus dem Unterhaus wurde Akers-Douglas durch am 6. Juli 1911 als Viscount Chilston, of Boughton Malherbe in the County of Kent, und Baron Douglas of Baads, of Baads in the County of Midlothian, zum erblichen Peer erhoben und wurde dadurch auf Lebenszeit Mitglied des House of Lords. Gladstone, der auch Knight of Grace des Order of Saint John (KGStJ) war, wurde 1920 als zum Knight Grand Cross des Order of the British Empire (GBE) ausgezeichnet.
Aus seiner am 10. Juni 1875 mit Adeline Mary Austen-Smith geschlossenen Ehe gingen fünf Töchter und zwei Söhne hervor, darunter der älteste Sohn Aretas Akers-Douglas, der britischer Botschafter in Österreich, in Ungarn sowie in der Sowjetunion wurde und beim Tod seines Vates dessen Titel als 2. Viscount erbte.